# Luh (Raspenava)
Luh (též Mildenau) je bývalá osada na severu Libereckého kraje ve Frýdlantském výběžku. Její původní název byl Mildenau (v překladu mírná niva). Ten se používal až do roku 1946, kdy došlo vyhláškou československého ministra vnitra Václava Noska k jeho změně na Luh. Roku 1950 se stala osadou v rámci blízké Raspenavy a k počátku roku 1980  přestala být statisticky evidována jako část obce.

## Popis
Luh leží v údolí vymezeném na jihozápadě Jizerskými horami a na východě Pekelským vrchem (487 m n. m.). Údolím protéká řeka Smědá, do níž se levostranně vlévá Sloupský potok. Prochází tudy také silnice číslo II/290 a neelektrifikovaná železniční trať číslo 038 spojující Raspenavu s Bílým Potokem, na níž je jednokolejná železniční zastávka pojmenovaná Luh pod Smrkem.

## Turismus a sport
Osadou jsou vedeny značené turistické trasy. Stýkají se u rozcestníku nazývaném „Raspenava – bus“ a vedou odtud čtyři trasy. Severozápadním směrem zelená na rozcestí „Frýdlant – zámek“, východním žlutá směřující k rozcestí „Peklo“, na jih k rozcestí „Lužec“ směřuje zelená a západním směrem vede k rozcestí „Raspenava – železniční stanice“ žlutá značka. Luhem také prochází cyklotrasa číslo 3016, z níž zde odbočuje cyklistická trasa číslo 3063.

## Rodáci
- Heinrich Karl Scholz (1880–1937) – rakouský sochař[3]